# 살인자들 (헤밍웨이의 소설)
〈살인자들〉(The Killers)은 1927년 잡지 《스크리브너스 매거진》(Scribner's Magazine)에 게재된 어니스트 헤밍웨이의 단편 소설이다. 이후 단편집 《여자 없는 남자들》 (1927), 《킬리만자로의 눈》 (1961), 《닉 애덤스 이야기》 (1972) 에 수록되었다.
헤밍웨이는 작품에서 닉 애덤스가 십대에서 성인이 되어가는 보여준다. 기본 줄거리는 스웨덴 권투 선수 올레 안드레손을 죽이러 식당에 들어운 두 명의 청부살인업자의 이야기를 다루고 있다.

## 줄거리
이 이야기는 1920년대 금주령이 시행되던 일리노이주 서밋(Summit)을 배경으로 한다. 쌍둥이처럼 똑같아 보이는 옷을 입은 두 명의 청부살인업자 맥스(Max)와 앨(Al)이 조지(George)가 운영하는 헨리 식당에 들어온다. 둘은 아직 준비가 되지 않은 폭찹과 닭고기 요리를 주문하고, 이후 햄 에그와 베이컨 에그를 대신 주문한다. 한편 식당에는 닉도 있었다. 알은 닉을 주방으로 데려가 주방장 샘(Sam)과 함께 묶어 둔다. 곧 맥스와 조지는 대화를 나누는데, 두 사람은 ‘친구를 위해’ 스웨덴의 전직 헤비급 권투 선수인 올레 안드레손(Ole Andreson)을 죽이러 식당에 왔다는 사실이 밝혀진다. 안드레슨이 나타나지 않자 둘은 자리를 뜬다. 조지는 안드레손에게 이 사실에 대해 경고하기 위해 닉을 벨(Bell) 부인이 운영하는 허슈(Hirsch)의 하숙집으로 보낸다. 집에 도착한 닉은 옷을 입은 채 침대에 누워 있는 안드레슨을 발견한다. 닉은 안드레슨에게 무슨 일이 있었는지 이야기하지만, 안드레슨은 닉에게 아무것도 할 수 없으니 어쩔 도리가 없다는 말만 되풀이한다. 식당으로 돌아온 닉은 조지에게 올레 안드레슨의 반응에 대해 알린다. 조지는 안드레슨을 더 이상 신경쓰지 말라고 하고, 닉은 마을을 떠나기로 결심한다.

## 배경
〈살인자들〉은 금주법이 시행되던 1920년대, 조직범죄가 절정에 달했을 시기에 쓰인 작품이다. 당시 시카고는 알 카포네의 본거지였고, 헤밍웨이는 젊을 적 시카고에서 시간을 보낸 경험이 있었다. 작품이 쓰이기 얼마 전, 시카고의 조직들은 당시 인기 권투 선수였던 안드리 앤더슨(Andre Anderson)의 살인을 사주하였다. 1926년 앤더슨을 살해한 후 도주하던 레오 몽고벤(Leo Mongoven)은 시카고 은행가 존 J. 미첼(John J Mitchell)과 그의 아내의 목숨을 빼앗은 교통사고로 체포되었는데, 헤밍웨이는 소설이 출간될 때가지 해당 사건에 대해 인지하지 못한 것으로 보인다. 앤더슨은 1916년 잭 뎀시와의 경기에서 녹아웃시킨 적이 있었는데, 이것이 작품 속 등장하는 권투 선수의 영감이 된 것으로 보인다.
헤밍웨이는 조직 범죄에 대해 잘 알고 있었음에도 불구하고 이야기에서 그 배경 설명을 상당 부분 생략하였다. 헤밍웨이는 스스로 “그 이야기는 내가 쓴 어떤 작품보다도 더 많은 것을 생략했을 것이다. 시카고에 대해 모두 빼버렸는데, 이는 2,951자로는 도저히 설명하기 어려운 것이었다.”
1984년 헤밍웨이의 모교 오크파크 앤드 리버포레스트 고등학교는 헤밍웨이가 학교 신문과 잡지에 기고한 단편들을 수록한 《오크파크 고등학교에서의 헤밍웨이》(Hemingway at Oak Park High)라는 이름의 앤솔러지를 발간하였다. 여기에 실린 작품 중 하나인 〈색깔의 문제〉(A Matter of Colour)에는 ‘스웨덴인’이라는 의미를 가진 스위드(Swede)라는 이름의 인물이 등장한다. 권투 매니저는 스위드를 커튼 뒤에 숨겨 놓고 시합 중에 상대를 대신 때리게 한다.

## 각색
이 단편 소설은 아래 작품들로 각색되었다.
- 《살인자들》(1946, 영화) - 로버트 시오드맥 감독, 버트 랭커스터·에바 가드너 주연.
- 《킬러》(1956, 영화) - 안드레이 타르콥스키·마리카 베이쿠·알렉산드르 고든 감독.
- 《킬러》(1964, 영화) - 돈 시겔 감독, 리 마빈·앤지 디킨슨 주연.
- 〈살인자들〉 (1973, 단편 소설) - 찰스 부코스키 작품.